# Pteropyrum
Pteropyrum es un género de plantas de la familia Polygonaceae.  Comprende 8 especies descritas y de estas, solo 2 aceptadas.

## Taxonomía
El género fue descrito por Jaub. & Spach  y publicado en Illustrationes Plantarum Orientalium 2: 7. 1844.  La especie tipo es: Pteropyrum aucheri Jaub. & Spach		

## Especies aceptadas
A continuación se brinda un listado de las especies del género Pteropyrum aceptadas hasta mayo de 2014, ordenadas alfabéticamente. Para cada una se indica el nombre binomial seguido del autor, abreviado según las convenciones y usos. 
- Pteropyrum aucheri Jaub. & Spach
- Pteropyrum olivieri Jaub. & Spach